# Maeno Takanori
Takanori Maeno (前野 貴徳 Maeno Takanori, sinh ngày 14 tháng 4 năm 1988) là một cầu thủ bóng đá người Nhật Bản thi đấu cho Ehime FC.

## Thống kê sự nghiệp

### Câu lạc bộ
Cập nhật đến ngày 23 tháng 2 năm 2017.
| Câu lạc bộ          | Mùa giải            | Giải vô địch | Giải vô địch | Cúp Hoàng đế Nhật Bản | Cúp Hoàng đế Nhật Bản | J. League Cup | J. League Cup | Khác1   | Khác1     | Tổng    | Tổng      |
| Câu lạc bộ          | Mùa giải            | Số trận      | Bàn thắng    | Số trận               | Bàn thắng             | Số trận       | Bàn thắng     | Số trận | Bàn thắng | Số trận | Bàn thắng |
| ------------------- | ------------------- | ------------ | ------------ | --------------------- | --------------------- | ------------- | ------------- | ------- | --------- | ------- | --------- |
| Ehime FC            | 2011                | 33           | 2            | 3                     | 0                     | -             | -             | -       | -         | 36      | 2         |
| Ehime FC            | 2012                | 41           | 3            | 1                     | 0                     | -             | -             | -       | -         | 42      | 3         |
| Ehime FC            | Tổng                | 74           | 5            | 4                     | 0                     | -             | -             | -       | -         | 78      | 5         |
| Kashima Antlers     | 2013                | 20           | 0            | 0                     | 0                     | 4             | 0             | 1       | 0         | 25      | 0         |
| Kashima Antlers     | 2014                | 2            | 0            | 0                     | 0                     | 1             | 0             | 0       | 0         | 3       | 0         |
| Kashima Antlers     | Tổng                | 22           | 0            | 0                     | 0                     | 5             | 0             | 1       | 0         | 28      | 0         |
| Albirex Niigata     | 2015                | 14           | 0            | 1                     | 0                     | 7             | 0             | -       | -         | 22      | 0         |
| Albirex Niigata     | 2016                | 10           | 0            | 1                     | 0                     | 2             | 0             | -       | -         | 13      | 0         |
| Albirex Niigata     | Tổng                | 24           | 0            | 2                     | 0                     | 9             | 0             | -       | -         | 35      | 0         |
| Tổng cộng sự nghiệp | Tổng cộng sự nghiệp | 120          | 5            | 6                     | 0                     | 14            | 0             | 1       | 0         | 141     | 5         |

1Bao gồm Giải bóng đá vô địch Suruga Bank.

## Danh hiệu

### Câu lạc bộ
Kashima Antlers
- Giải bóng đá vô địch Suruga Bank (1): 2013